# Сичуејт (Масачусетс)
Сичуејт (енгл. Scituate) насељено је место без административног статуса у америчкој савезној држави Масачусетс.

## Демографија
По попису из 2010. године број становника је 5.245, што је 176 (3,5%) становника више него 2000. године.
| Група             | 2000.         | 2010.         |
| Белци             | 4.832 (95,3%) | 5.005 (95,4%) |
| Афроамериканци    | 52 (1,0%)     | 41 (0,8%)     |
| Азијати           | 27 (0,5%)     | 40 (0,8%)     |
| Хиспаноамериканци | 39 (0,8%)     | 49 (0,9%)     |
| Укупно            | 5.069         | 5.245         |